# Torneo WTA de Praga 2017
El J&T Banka Prague Open de 2017 fue un torneo profesional de tenis jugado en canchas de arcilla. Fue la 8.ª edición del torneo que formó parte de los torneos internacionales del 2017 de la WTA. Se llevó a cabo en Praga, República Checa entre el 1 y el 6 de mayo de 2017.

## Cabezas de serie

### Individual
| Tenista            | Ranking | Preclasificada |
| Karolína Plíšková  | 3       | 1              |
| Caroline Wozniacki | 11      | 2              |
| Barbora Strýcová   | 17      | 3              |
| Samantha Stosur    | 18      | 4              |
| Lucie Šafářová     | 28      | 5              |
| Zhang Shuai        | 32      | 6              |
| Ana Konjuh         | 34      | 7              |
| Kateřina Siniaková | 38      | 8              |

- Ranking del 24 de abril de 2017.

### Dobles
| Tenista                           | Ranking | Preclasificada |
| Lucie Hradecká Kateřina Siniaková | 32      | 1              |
| Anna-Lena Grönefeld Květa Peschke | 69      | 2              |
| Raquel Atawo Renata Voráčová      | 76      | 3              |
| Asia Muhammad Alicja Rosolska     | 87      | 4              |

## Campeonas

### Individual
Mona Barthel venció a  Kristýna Plíšková por 2-6, 7-5, 6-2

### Dobles
Anna-Lena Grönefeld /  Květa Peschke vencieron a  Lucie Hradecká /  Kateřina Siniaková por 6-4, 7-6(3)